# Dokusåpa
Dokusåpa (kortform för dokumentärsåpa; från engelska docusoap, efter documentary, 'dokumentär, och soap, 'såpopera') är en genre inom television. Den utgår från att man under en längre tid filmar en grupp människor under ovanliga förhållanden. Den jämförs ofta med det relaterade och vidare begreppet reality-TV (efter engelskans reality television, 'verklighets-TV').

## Utveckling

### Bakgrund
Dokusåpan är en blandning av såpopera och dokumentär. Ett antal personer placeras i en speciell miljö, ofta med element som provocerar fram intriger, konflikter och romantik. Kameran bevittnar allt som händer, även det mest privata.
Liksom i dokumentärer klipps mycket filmat material ner till lagom stora avsnitt, ibland på ett sådant sätt att händelser framstår som mera spännande. Det är oftast upplagt utifrån något tävlingskoncept, så att deltagarna röstas ut en efter en (av andra deltagare och/eller av tittarna) tills en deltagare återstår som vinner ett pris, till exempel i form av en stor summa pengar.
Det utmärkande för dokusåpor är att programkonceptet i regel ägs av ett produktionsbolag. Konceptet säljs ofta vidare till andra länder, där lokala versioner spelas in.

### Tidiga år
Dokusåpan utvecklades ur TV-kanalen MTV:s The Real World som började visas 1992. I serien fick sju deltagare bo tillsammans medan kameror följde deras liv. En svensk version av konceptet spelades in 1995. Dessa program utgick från verkligheten som underhållning och benämndes inte som dokusåpor utan som en typ av tvålopera.
Begreppet "doku[mentär]såpa" myntades dock inte förrän 1998, under den andra säsongen av Expedition Robinson/Survivor (den första säsongen marknadsfördes inte som doku[mentär]såpa). Programformatet, som skapats 1997 av det brittiska produktionsbolaget Planet 24:s Charlie Parsons, hade sålts till svenska Strix Television. Serien, där ett antal personer ska tävla på en i stort sett öde ö, visades på Sveriges Television med Harald Treutiger som programledare, och skapade stora rubriker om mobbning och det första avsnittets utröstningsförfarande tyckte många tidningar och tittare illa om. Serien klipptes om, och efter ett par avsnitt försvann den värsta kritiken. Snart blev serien en stor tittarsuccé.

### Efterföljare och senare år
Fler liknande serier fortsatte att dyka upp, både i Sverige och andra länder (där Nederländerna och USA har blivit de stora produktionsländerna). Big Brother (som startade 1999), Villa Medusa (samma år), Farmen (2001), med flera dokusåpor fick snart stort utrymme i kvällstidningarnas nöjessidor och på internet, som i sin tur har lett till många kortvariga kändisskap.
Efter millennieskiftet tappade den tävlingsinriktade delen av genren popularitet, och den har i viss mån ersatts av gör om mig-program som Nannyakuten. Dokusåpor utan uppenbara tävlingsinslag marknadsförs ofta som "reality-TV" (se nedan).

### Dokusåpa och reality-TV
Dokusåpan är en form av reality-TV (engelska: reality television, "verklighets-TV") där producenten styr olika händelseförlopp. Exempelvis kan "deltagarna" i inspelningen utsättas för olika prövningar, vilket kan presenteras via dolda kameror i en miljö som styrs av TV-producenten. Produktioner som marknadsförs som reality-TV har ofta dolda inslag med en mängd förutsättningar och iscensatt "handling". Reality-TV-produktioner marknadsförs ibland som dokumentärer för att ge en mer trovärdig inramning.

## Underkategorier

### Yrkessåpa (Working place reality)
Man följer livet på en arbetsplats.
- 112 – på liv och död
- Ambulansen
- COPS
- Färjan
- SOS Gute
- Sjukhuset
- Tidsresenärerna (Time Team)

### Dejtingsåpa
En deltagare får möjlighet att under vissa förutsättningar välja en livskamrat bland de andra.
- Bachelor
- Bonde söker fru
- Dating in the dark
- Ensam mamma söker
- Frusna män söker kärlek
- Love Island Sverige
- Outback Jack

### Vildmarkssåpa
Deltagarna får leva tillsammans utanför samhället.
- Camp Molloy
- Djungelns drottning
- Expedition Robinson
- Farmen
- Farmen Afrika
- Farmen Skärgården
- Kändisdjungeln
- Wild Kids

### Ledarskapssåpa
Deltagarna får bedriva en affärsverksamhet tillsammans.
- The Apprentice
- Baren
- Club Goa
- Radio

### Andra dokusåpor
- Big Brother
- Master Plan
- Paradise Hotel
- Mullvaden - tävlingsprogram med inslag av dokusåpa.
- Riket (2004 och 2005)
- The Swan
- Top Model
- Villa Medusa
- The Ultimate Fighter
- 60 dagar i fängelse
- Total Drama - tecknad tävlings reality-såpa.